# 木更津キャッツアイ ワールドシリーズ
『木更津キャッツアイ ワールドシリーズ』（きさらづキャッツアイ ワールドシリーズ）は、2006年10月28日公開の日本映画。2002年にTBSにて放送された人気テレビドラマ『木更津キャッツアイ』、2003年に映画化された『木更津キャッツアイ 日本シリーズ』の続編にして、シリーズの完結編。

## あらすじ
ぶっさんの死からもうすぐ3年になる2006年12月。バンビは木更津市役所に就職したが、アニとマスターは1年前に起きたとある事件がきっかけで喧嘩をして木更津を去り、キャッツアイのメンバーは離ればなれになっていた。
そんなある日、仕事で訪れた山奥の土地で「If you build it, he will come（"それ"を作れば、必ず彼がやって来る）」という声を聞いたバンビはぶっさんの声だと確信し、アニとマスターに会いに行き木更津に連れ戻す。
実はぶっさんの死に目に会いに行かずお別れができていなかった3人は、ぶっさんを黄泉がえらせ「ばいばい」を言おうと聞こえてくる声をヒントに様々なものを作り、やがて正解にたどり着き"それ"を完成させたところ突然爆発が起きる。
ついにぶっさんの復活かと思われたが、現れたのは自衛隊から脱走してきたうっちーと謎のアメリカンゾンビ軍団であった。彼らの事情を聞いているところへ、うっちーを連れ戻しに鬼教官の杉本文子が現れ、追い回されたうっちーは再び山に逃げ込んでしまう。
残されたバンビたちが杉本にこれまでの自分たちのエピソードを話す中で、杉本が女子野球の全日本代表選手であることが発覚。ゾンビたちの勝手な提案で、キャッツとゾンビのチームが勝ったら大昔に木更津沖に沈んだゾンビたちの船を自衛隊が引き上げ、自衛隊女子チームが勝ったらうっちーに加えバンビたち3人も自衛隊に入隊することを条件に野球で対決することになる。
「負けたら自衛隊だ」と落胆しながら3人でグラウンドの整備をしていると、人数が1人多いことに気付き…。
果たして4人は、ぶっさんにちゃんと「ばいばい」を言えるのか。

## 登場人物・キャスト

### TVドラマ・『日本シリーズ』にも登場した人物（レギュラー）
本稿では、ワールドシリーズに特化した内容のみ記載する。
ぶっさん（田渕 公平）演 - 岡田准一
3年前に死去している。亡くなる少し前から「顔（反応）を見ると今自分がどういう状態なのかわかってしまいヘコむ」という理由で仲間に見舞いに来ないよう伝えており、仲間たちは誰も最期を看取れなかった。
実は生前にやり残したことがあり、死んだ後も霊体となって現世に留まり続け仲間たちの動向を監視して（見守って）いた。
バンビ（中込 フトシ）演 - 櫻井翔
大学を卒業し木更津市役所に就職、現在は市長付きの職員である。ぶっさんが死ぬ前に就職祝いとしてプレゼントしてくれたネクタイを着用している。ぶっさん亡き後のキャッツアイのリーダー的存在。
1年前の事件の際、市役所に泥棒に入る仲間のために通用口のカードキーを渡したつもりがレンタルビデオ店の会員カードを渡してしまい、ビデオ店でそれに気付きモー子を置き去りにして仲間の元に走ったことから彼女と破局している。
仕事で木更津の山奥を訪れてからたびたびぶっさんの声が聞こえるようになり、アニとマスターを連れ戻してぶっさんを黄泉がえらせようと奮闘する。
うっちー（内山 はじめ）演 - 岡田義徳
1年前の事件の際にたまたま陸上自衛隊の木更津駐屯地に入り込んでしまい、勝手に入隊希望扱いにされるも美人教官の杉本文子に惹かれそのまま入隊する。だが杉本はパワハラ全開の鬼教官であり、そのキャラクター性から目の敵にされたうっちーは厳しすぎる訓練に耐えかねて脱走してしまう。
杉本にしごかれたためにどもり癖が抜け普通に喋れるようになっており、トレードマークのモヒカン刈りもやめさせられたがキャッツアイ復帰時には戻している。
実はぶっさんが死ぬ前に最後に会ったキャッツアイメンバーで、寒空の中一緒に朝まで浜でカニを食べていた。
マスター（岡林 シンゴ）演 - 佐藤隆太
1年前の事件の際に1人逮捕され、不起訴になるもセツ子と離婚し子供たちとも離別して店も辞めており、自業自得とはいえ一番の災難を被っている。
現在は単身大阪で「野球狂の詩2号店」というたこ焼きの屋台を営むが、客はなかなか寄り付かない。バンビによって木更津に連れ戻されるが元の店はロシアンパブ「OZZYS（オジーズ）」に改装されて新しいマスター・ミニミニオジーがおり、モー子の披露宴ではセツ子が自分と似たような爆発頭の男と再婚して子供たちも懐いている様子を見てしまうなどさらに憂き目にあっている。
一度は大阪に戻ろうとするが、最終的にはぶっさんを黄泉がえらせるために協力する。
アニ（佐々木 兆）演 - 塚本高史
自称「IT関連勤め」だが、実際は秋葉原の街中でTVゲーム（プロ野球スピリッツ3で、弟の純が収録選手として登場）をプレイしたり、メイド喫茶通いするアキバオタク。
1年前、ぶっさんの三回忌に再び泥棒をやろうと提案し、通用口の窓を割ったために警察が迫る中でマスターを置き去りにして1人車で逃げ、さらに全てをマスターのせいにしてあることないことを吹聴し彼の不幸を呼び寄せた張本人。
秋葉原では友達になりたいと思う人がおらずに孤立しており、「東京に未練は無い」と言い木更津に残ってぶっさんを黄泉がえらせることを決める。
モー子演 - 酒井若菜
1年前の事件の際にバンビと破局し、現在は猫田とよりを戻し結婚することになる。
結婚後も相変わらずぶっさんのことも好きなようで、黄泉がえったぶっさんに抱きついていた。
猫田 カヲル演 - 阿部サダヲ
バンビと破局したモー子とよりを戻し結婚するが、モー子がバンビと2人で話すのを見て咎めるなどかなり嫉妬深い面が見られる。また、前作に引き続きマスターから殴りつけられている。駅前でミニミニオジーを発見し、「OZZYS」のマスターとしてスカウトした。
クライマックスでは突如山口に反抗し殴りかかるが返り討ちにされている。
山口演 - 山口智充
猫田とモー子の結婚式では北島三郎のものまねで司会を担当した。その一方、ものまね教室の講師は神奈月に譲っている。
マスターがいつ戻ってきてもいいように「野球狂の詩」を買い取っていたり、ぶっさんを黄泉がえらせるためにあれこれ手を貸してくれたりと相変わらずの気前と面倒見の良さを見せる。
男の勲章・店長（帯谷）演 - 嶋大輔
暴走族の溜まり場だった「男の勲章」は、美礼の選挙スタッフである主婦たちも利用するようになっている。
中盤で店を「STARPUNCH COFFEE（略してスタパ、スタバのパロディ）」に改装し、勤務中はトレードマークのリーゼントヘアをやめ七三分けにして丁寧な接客をしている。
霊的な類の物は苦手なのか、死んだはずのぶっさんとオジーが来店した際にはひどく怯え、厨房内でうずくまっていた。
竹田巡査長（竹田 一郎）演 - 三宅弘城
1年前、市役所に侵入し金のたぬきを盗もうとしたマスターを逮捕している。木更津市長選挙においては神取にするか美礼にするか投票所で悩み続け、用紙の名前を何度も書き変えていた。
ミー子演 - 平岩紙
彼氏のうっちーが行方不明になったために自然消滅のような状態になっており、色白で意外とバレないことから「OZZYS」でロシア人に混ざってホステスをしている。
1年振りに現れたうっちーが杉本文子に惹かれていることを知り舌打ちしていた。
セツ子演 - 須之内美帆子
マスターと離婚し、3人の子供を連れてマスター同様の爆発頭の男性と再婚した。
五十嵐 イチコ（いがらし イチコ） / ひとみ / ちはる演 - 細野佑美子 / あじゃ / 柴山香織
元木更津第二高校のコギャル3人組（美礼の元教え子）で、現在も3人で遊んでいる。黄泉がえったオジーとぶっさんを見て驚愕し、スタパの店内でオジーのズボンの中を見てはしゃいだり、2人で良い感じになっているぶっさんと美礼をからかっていた。
昔の美礼とのわだかまりはすっかり無くなった模様。
森山演 - 森山直樹
ドラマ版当時は小学生だった、木更津キャッツの最年少選手。"それ"造りを手伝いに来る。
うっちーの父演 - 渡辺いっけい
自衛隊を脱走したうっちーの行方をモー子の結婚式に来たキャッツアイの仲間に尋ねるが、全て英語だったためか無視されてしまった。後に"それ"造りを手伝いに来る。
オジー演 - 古田新太
やはり現世に心残りがあり、ぶっさんと共に黄泉がえる。
体がマネキンのパーツのような物で構成されており男性器が付いておらず（ぶっさんも同様）、ビールなどの飲料を飲みすぎると体の至る所から噴水のように飛び出てしまう。ミニミニオジーと対面した際には、言葉も交わさずに抱き合った。
ローズ演 - 森下愛子
ぶっさんを黄泉がえらせる作戦の一環で、「ローズねえさんのカレー屋さん」という屋台をみまち通りに開業する。だが本人は作戦の目的を知らなかったのか、実際に黄泉がえったぶっさんを見て「何でいるの！？ちゃんと毎日お線香あげてるのに！」と驚愕していた。
田渕 公助演 - 小日向文世
相変わらずちゃらんぽらんな性格で、ぶっさんの死から4年経っていると勘違いしており、現在もものまね教室に通い続けている。
なぜか公助1人だけが、黄泉がえったぶっさんの姿が見えなかった（オジーの姿は見える）。野球対決ではぶっさんの代打としてSHINJOのものまねで登場するも、あっさり見逃し三振に倒れる。
あさだ（浅田）美礼演 - 薬師丸ひろ子
元木更津第二高校の教員。学年主任になったが、行く行くは教頭になって欲しいというオファーを「生徒との距離がどんどん離れる」という理由で蹴って教職を辞め、主婦たちに担ぎ上げられて現職の神取市長の対抗馬として木更津市長選挙に立候補する。当選した暁には山奥の土地に老人ホームを建設する予定だという。
選挙活動中に黄泉がえったぶっさんとオジーに遭遇し、最初こそ幻を見ているかのような仕草をしたもののすんなり受け入れており、ぶっさんから「当選確実」と書かれたボールをプレゼントされた。

### 『日本シリーズ』から登場した人物
本稿では、ワールドシリーズに特化した内容のみ記載する。
ユッケ演 - ユンソナ
ぶっさんに先立たれた寡婦であり、バーバータブチで働いている。黄泉がえったぶっさんと久しぶりにコトに及ぼうとするが、男性器が付いていないのを見て叫び声を上げてしまう。その後はぶっさんに「いつまでいる、半年で死ぬって言ってたのに結婚詐欺だよ、30過ぎたら再婚しづらいよ」などと言って邪険にしていた。
モー子の父演 - 船越英一郎（特別出演）
モー子の結婚式の披露宴に登場し、オカリナで秋桜を演奏した。
田渕 平助演 - 佐光凛星
『日本シリーズ』で生まれたぶっさんの弟。3歳。ぶっさんの部屋を自室にしており、黄泉がえった兄にだっこしてもらう。

### 『ワールドシリーズ』から登場する人物
杉本 文子（すぎもと あやこ）演 - 栗山千明
うっちーが入隊した自衛隊の鬼教官。性格はドSでうっちーを残酷なほどにいじめ抜いた。
女子野球の全日本代表選手でもあり、バットをハンマー投げの要領で振り回し、自身も回転しながらボールに当ててバットごと投げ飛ばす「秘打・室伏ハンマー打法」を得意とする。野球対決ではサイクルヒットを放つほどの強打者で、リリーフピッチャーも務める。
酒乱だが、どんなときも言うことは正論。マスターからは名前を「杉本彩」と間違えられたが、死ぬほど間違えられてきたために腹も立たないらしい。
自衛隊隊員演 - 桐谷健太
うっちーと共に訓練を受ける隊員。杉本教官のことをかなり変な（いやらしい？）目付きで見つめている。
ゾンビ長（ZC）演 - 橋本じゅん
終戦後に木更津で行われた日米親善高校野球大会のために来日したアメリカ代表選手の1人で日系人2世。帰国する際に木更津沖で船が高波に飲まれて沈没して亡くなり、大事なものを船と共に失ったため成仏できなかった。自衛隊から脱走して山奥に逃げ込んだうっちーに語りかけ、"それ"が完成するとチームメイトと共にゾンビとなって蘇る。
片言の日本語を喋り、「要するに」が口癖で文法がおかしくなることがある。
ミニミニオジー（MMO）演 - MCU（KICK THE CAN CREW）
顔や行動がオジーにそっくりなことから「ミニミニオジー」と呼ばれ、猫田にスカウトされて「OZZYS」のマスターを務めている。
以前は暴走族の総長（ヘッド）をしていたが人間関係で行き詰まって辞め、昔の仲間から襲われて入院したところで「たぶさん」ことぶっさんと知り合っていた。ぶっさんから気に入られ意気投合したところで、ラップで曲を作って盛り上がったという。
神取 一郎（かんどり いちろう）演 - 高田純次
木更津市の現職市長。山奥の土地に市営百貨店「山ほたるダンシングモール」建設を計画する。選挙のキャッチフレーズは『木更津アゲイン いざ選挙に「い神取」』で、霊体のぶっさんが選挙カーに載せたテープレコーダーを壊したことにより「い神取」の部分が連呼された。
市長室には純金のたぬきの置物があり、1年前にはキャッツアイが盗むのに失敗したが、バンビが退職金代わりに貰って売却した。キャッツの"それ"造りが始まった際には「3人じゃ無理」「基礎工事の手間が省ける」と高を括っていたが、協力者が増え一気に完成に近付いたところで呆れて帰って行った。
村杉（むらすぎ）演 - レッド吉田
市役所職員で、バンビの先輩。寡婦となったユッケを狙っているような節がある。
ものまね教室講師演 - 神奈月
山口に代わるものまね教室講師として登場。公助に武藤敬司やSHINJOのものまねを仕込んだ。
大阪の客演 - 中川礼二
マスターのたこ焼きに「タコが入ってない」と文句をつける。霊体となってマスターを手伝っていたぶっさんから「言い過ぎなんちゃうんか」と言われている。
市役所職員演 - 中川剛
木更津市長選挙投票所の選挙管理委員をしているが、ある理由により投票に来る人が少なく暇を持て余す。
自衛隊上官演 - 宅間孝行
駐屯地に侵入したうっちーを入隊希望と勘違いし、杉本に預ける。
メイドカフェの常連客演 - 森下能幸
アニが通うメイドカフェの常連客（オタク）の1人。メイドに水を注文したアニに「水はセルフサービスですよ」と指摘して仲間と笑っていたところ、「お前ら電車でも乗ってりゃいいんだよ」とキレられた。

### 『釜山港死ぬ死ぬ団』登場メンバー
冒頭でユッケが見ていた韓流ドラマ「釜山港死ぬ死ぬ団」のメンバー。韓国らしく、「ビール！ビール！」が「眞露！眞露！」に代わっている。また、プサンが余命について話すと、なぜか店内に雪が降る（『冬のソナタ』のようなイメージ）。
プサン演 - キム・チャンス
ぶっさんによく似ており、やはり余命いくばくない状況。
ヴァンビン演 - ソン・サンミン
バンビによく似ており、顔立ちはウォンビンと対抗できる。
アボジー演 - チュ・ユンホ
マスターによく似ているが、マスターほどの爆発頭ではない。釜山港近くの飲み屋「野球狂の詩」のマスター。
アンニ演 - イ・サンボ
アニによく似ている。
ウチー演 - キム・ドンヒ
うっちーによく似ている。
オ・ジウ演 - 朱源実
オジーによく似ている。チェ・ジウとは特に関連性がない。

## スタッフ
- 製作 - 信国一朗、藤島ジュリーK.、椎名保
- 監督 - 金子文紀
- 脚本 - 宮藤官九郎
- 音楽 - 仲西臣
- 音楽プロデューサー - 志田博英
- 主題歌・エンディングテーマ - 嵐「a Day in Our Life」（J storm）
- 挿入歌 - 木更津キャッツアイ feat.MCU「シーサイド・ばいばい」（作詞：MCU・宮藤官九郎　作曲：MCU・CMJK、2006年10月25日発売）
- 企画 - 濱名一哉
- プロデューサー - 磯山晶
- アソシエイトプロデューサー - 大岡大介、中沢敏明
- ラインプロデューサー - 吉田浩二
- 製作協力 - セディックインターナショナル
- 配給 - アスミック・エース
- 製作 - 映画「木更津キャッツアイ ワールドシリーズ」製作委員会（TBSテレビ、ジェイ・ストーム、アスミック・エース）